# Havsmandelsnäckor
Havsmandelsnäckor (Philinidae), också kallade fläsksniglar, är en familj havslevande snäckor som hör till bakgälade snäckor.
Typsläkte för familjen är Philine.

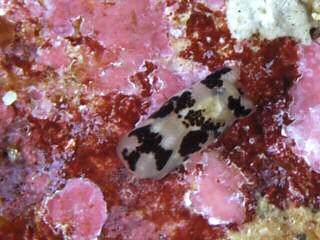
Philine orca
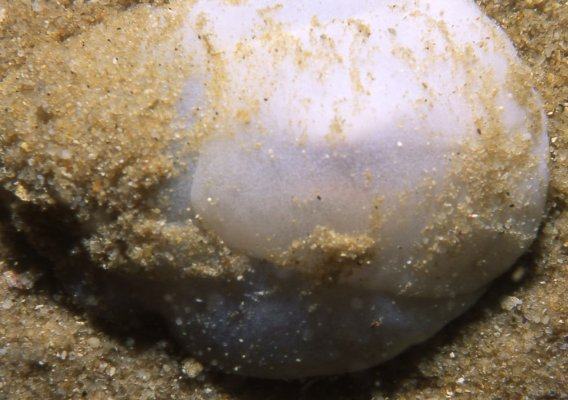
Philine aperta